# Nicolas Brignoni
Pas d'image ? Cliquez ici

a Compétitions nationales et continentales officielles uniquement.

b Matchs officiels uniquement.
Dernière mise à jour le 25 janvier 2022.
Nicolas Brignoni, né le 3 septembre 1976 à Montevideo (Uruguay), est un joueur de rugby à XV et à sept italo-uruguayen. Il a joué en équipe d'Uruguay de 1998 à 2010, évoluant au poste de troisième ligne aile.

## Carrière

### En club
- 2002-2006 : L'Aquila Rugby  Italie
- 2006-2007 : US Montauban  France
- 2007-2010 : US Oyonnax  France
- 2010-2015: UA Libourne  France

### En équipe nationale
Il a obtenu sa première cape internationale le 7 juin 1998 contre l'équipe d'Argentine à Buenos Aires, et sa dernière cape le 13 novembre 2010 contre l'équipe de Roumanie à Montevideo.

## Palmarès
- 47 sélections (38 fois titulaire, 9 fois remplaçant)
- 45 points (9 essais)
- Sélections par année : 6 en 1998, 8 en 1999, 3 en 2000, 5 en 2001, 8 en 2002, 8 en 2003, 2 en 2004, 2 en 2007, 1 en 2008, 2 en 2009, 2 en 2010
- Équipe d'Uruguay de rugby à sept : Participation à la Coupe du monde 2005 à Hong Kong

En Coupe du monde :
- 1999 : 3 sélections (Espagne, Écosse, Afrique du Sud)
- 2003 : 4 sélections (Afrique du Sud, Samoa, Géorgie, Angleterre)